# Bonatea polypodantha
Bonatea polypodantha är en orkidéart som först beskrevs av Heinrich Gustav Reichenbach, och fick sitt nu gällande namn av Harriet Margaret Louisa Bolus. Bonatea polypodantha ingår i släktet Bonatea och familjen orkidéer. Inga underarter finns listade i Catalogue of Life.